# Sára Kaňkovská
Sára Kaňkovská, née le 22 juin 1998 à Olomouc est une coureuse cycliste tchèque, spécialisée dans les disciplines du keirin et de la vitesse sur piste.

## Biographie
Sára Kaňkovská et sa jumelle Ema, cycliste et pistarde comme elle, font partie d'une grande famille de cyclistes Tchèques ; Martin Kaňkovský leur père troisième du championnat national sur route en 1994 et mécanicien des cyclistes sur piste tchèques aux  championnats du monde à Londres en 2016 , Jiří Kaňkovský leur oncle qui a créé une équipe cycliste en 2007 appelée Mapei Merida Kaňkovský composée de cadets, de juniors et de féminines réputées encore en 2020 dans les palmarès jeunes nationales, leur oncle Alois Kaňkovský champion du monde de l'omnium en 2007 et leur oncle Josef Kaňkovský médaillé de bronze aux championnats du monde de la poursuite par équipes juniors en 1998.

## Palmarès sur piste

### Championnats du monde
- Astana 2015
  -  Médaillée de bronze du keirin juniors
- Aigle 2016
  -  Championne du monde du keirin juniors
- Apeldoorn 2017
  - 17e du keirin

### Championnats d'Europe
| Édition / Épreuve                 | 500 mètres | Keirin | Vitesse individuelle | Vitesse par équipes |
| Montichiari 2016 (juniors)        |            | Or     | Bronze               |                     |
| Aigle 2018 (espoirs)              | 6e         | 4e     | 9e                   |                     |
| Gand 2019 (espoirs)               |            | 6e     | 9e                   |                     |
| Fiorenzuola d'Arda 2020 (espoirs) | 8e         | 5e     | 8e                   | 4e                  |
| Plovdiv 2020                      | 6e         | Argent | 10e                  | 4e                  |

### Championnats de République Tchèque
- 2013
  - 3e de la course aux points
- 2014
  -  Championne de République tchèque de poursuite par équipes
- 2016
  -  Championne de République tchèque du keirin juniors
  -  Championne de République tchèque de vitesse juniors
  - 3e de l'omnium
- 2019
  -  Championne de République tchèque de vitesse
  -  Championne de République tchèque du 500 mètres
  - 3e du keirin
- 2020
  - 2e de la vitesse
  - 2e du keirin
- 2021
  -  Championne de République tchèque de vitesse par équipes

### Autres
- 2014
  - GP Brno (keirin)
- 2016
  - GP Brno (vitesse et keirin)
  - Cottbuser SprintCup (keirin juniors)